# コンラート・グローブ
コンラート・グローブ（Konrad Grob、1828年9月3日 - 1904年1月9日）はスイス生まれの画家、版画家である。ミュンヘンで活動し、スイスの歴史に関する絵画や風俗画を描いた。

## 略歴
チューリッヒ州のNiederwilの農家に生まれた。14歳になった1842年からヴィンタートゥールの版画家の弟子になった。ザンクト・ガレンで版画家として働いた後、イタリアのヴェローナやナポリで10年間ほど働いた。1865年になって、ミュンヘン美術院に入学し、アルトゥール・ランベルクの指導を受けた。アカデミーを卒業後、ミュンヘンにスタジオを開いた。
歴史画や風俗画を描き、スイスで作品を版画として出版し、スイスの新聞や雑誌に作品が掲載されて人気のある画家になった。1878年のパリ万国博覧会に14世紀オーストリア軍と戦うスイスの英雄、アーノルト・フォン・ヴィンカルリート(Schlacht bei Sempach:ゼンパハの戦い)を描いた作品を出展した。
ミュンヘンで肺炎のために76歳で亡くなった。

## 作品

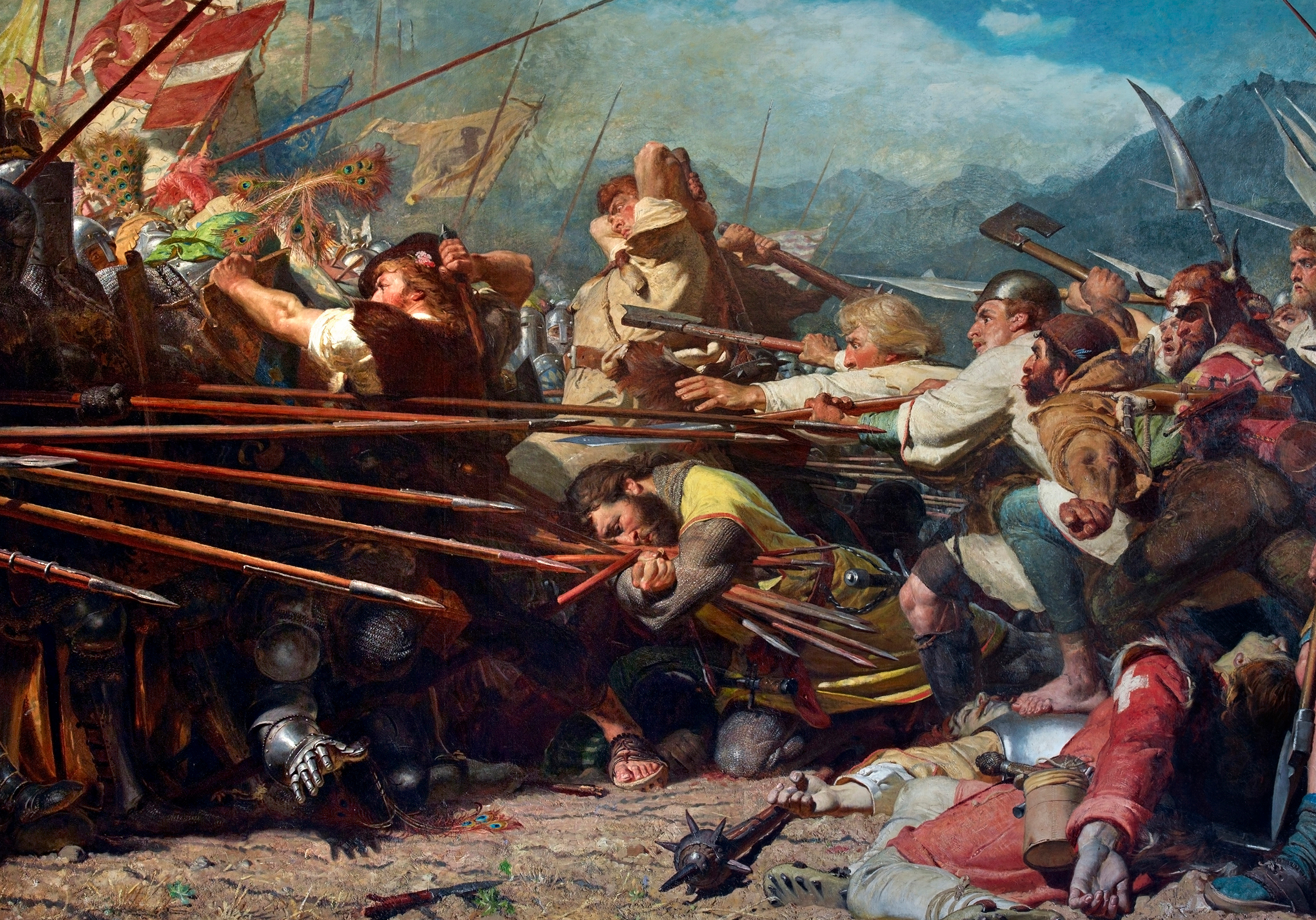
「オーストリア軍と戦うアーノルト・フォン・ヴィンカルリート」
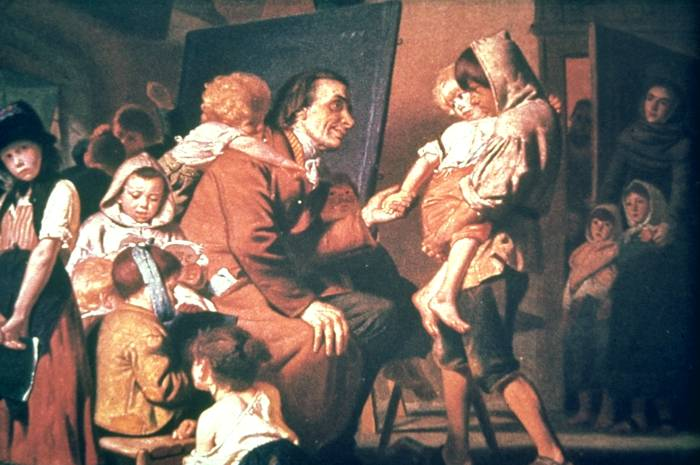
「ペスタロッチとシュタンツの孤児」(1879)
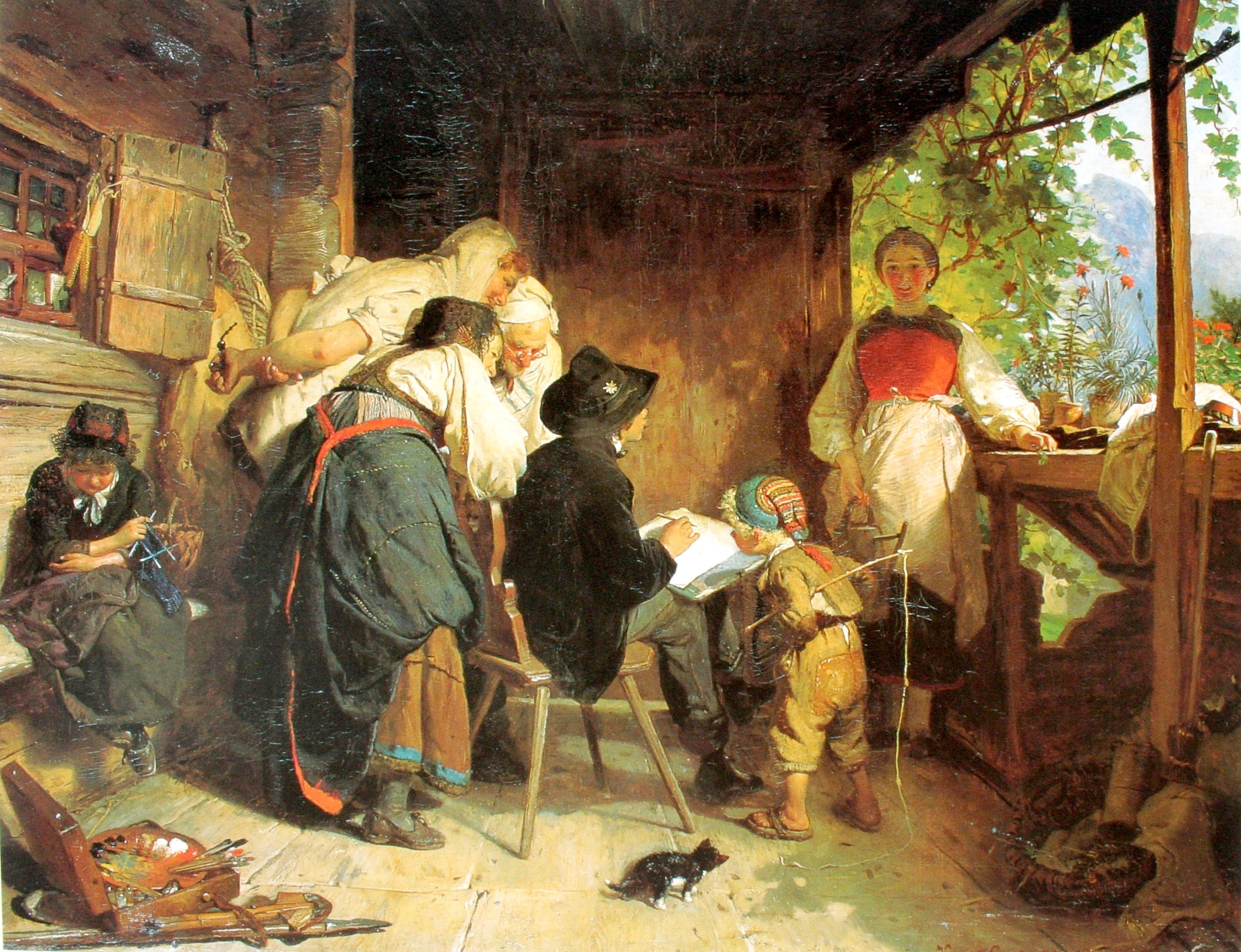
「修業の旅での画家」(1872)

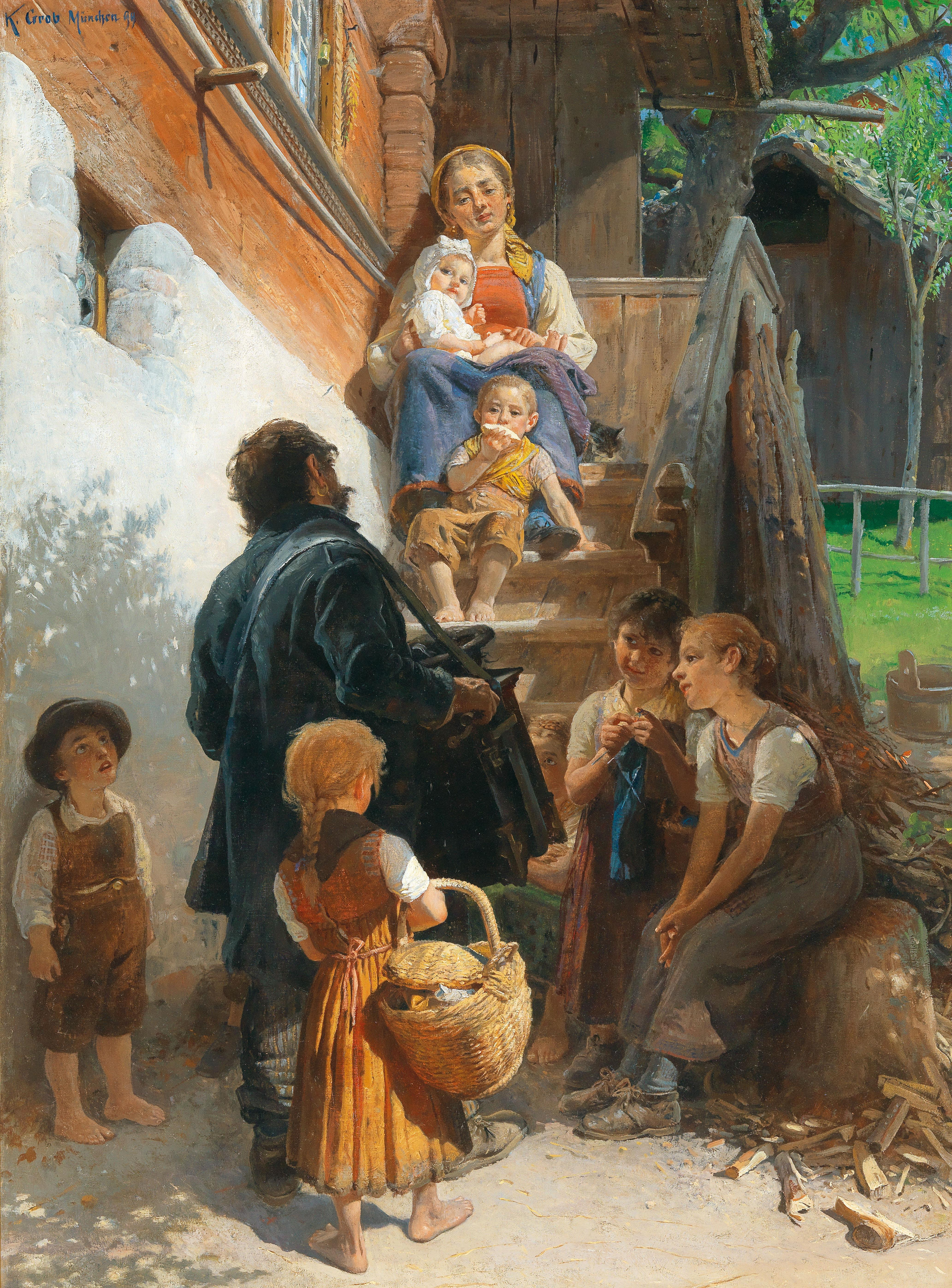
「手回しオルガン弾き」(1899)
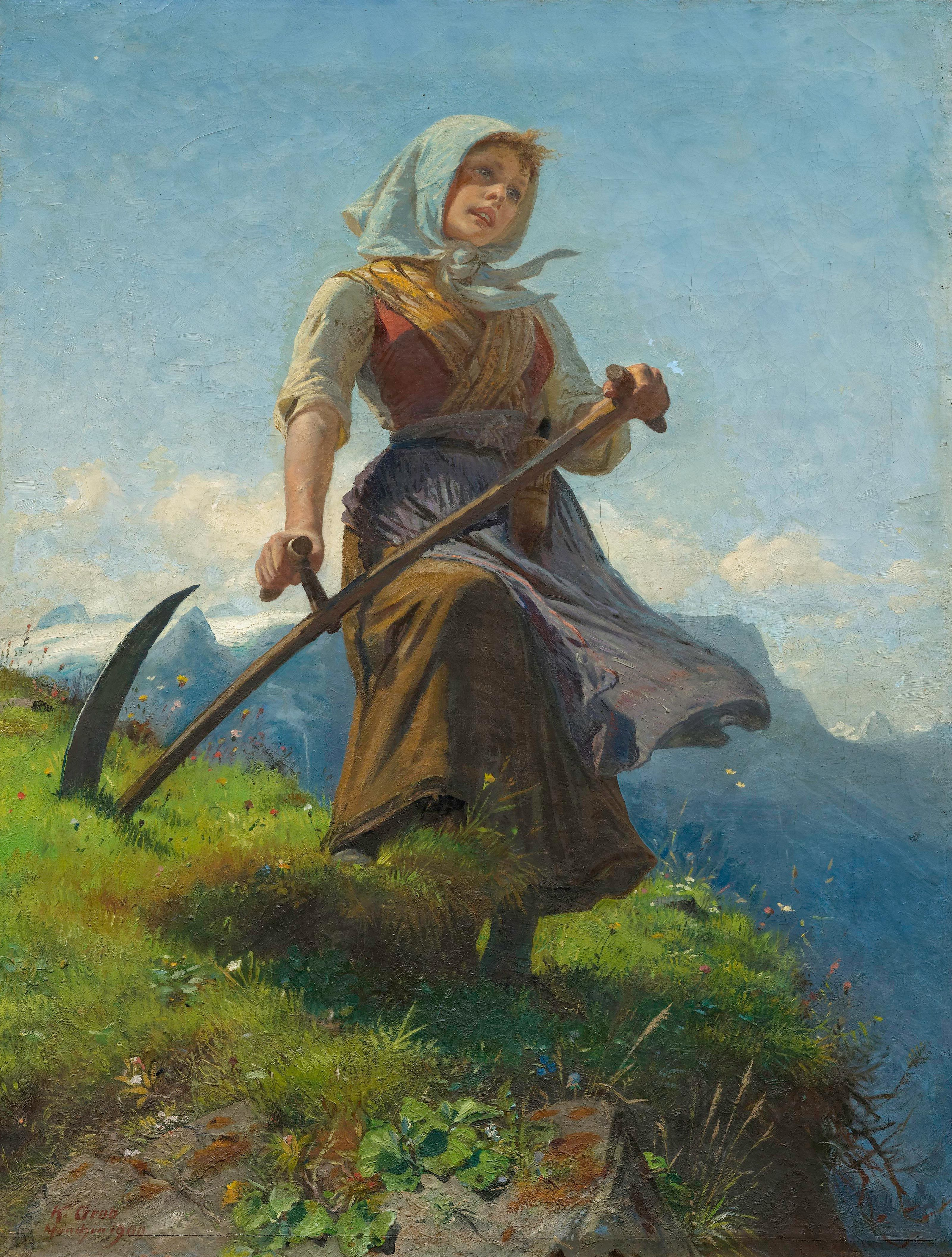
干し草刈り (1900)
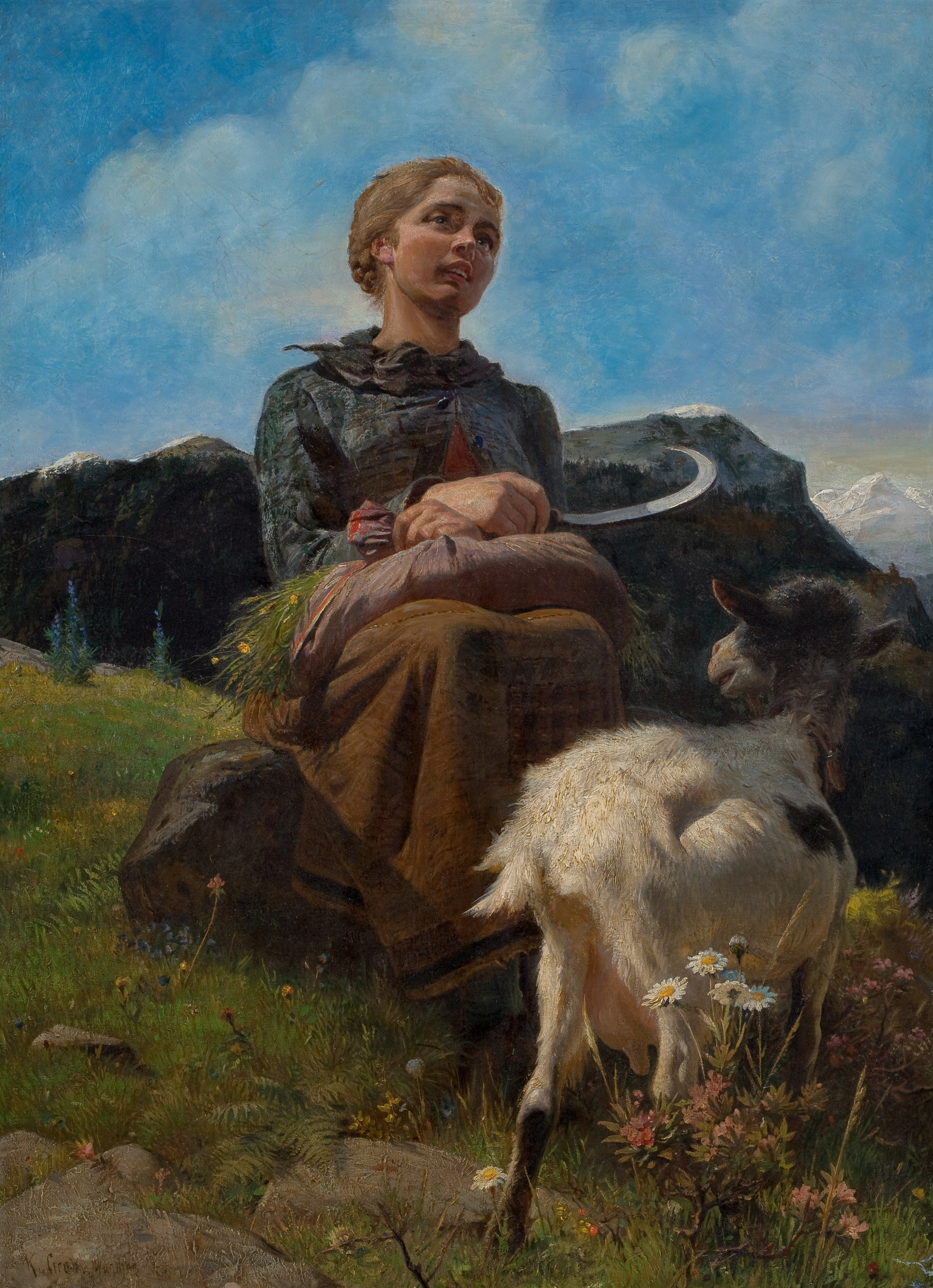
ヤギとハイジ (1882)
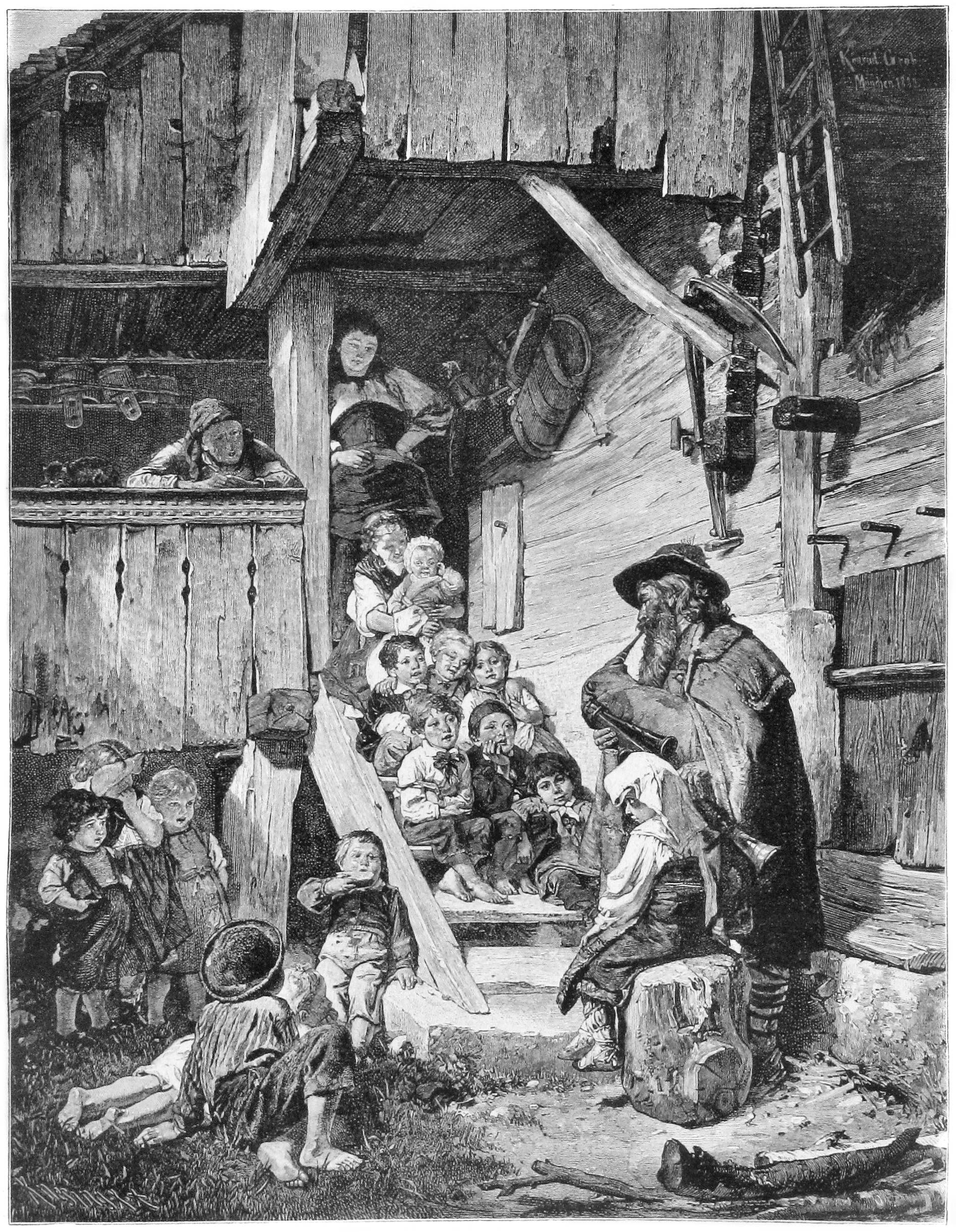
Die Gartenlaube (1883)の挿絵